# Reisstraße
Reisstraße war eine österreichische Gemeinde mit zuletzt 166 Einwohnern (Stand: 31. Oktober 2013)
im Gerichtsbezirk Judenburg, Bezirk Murtal, Bundesland Steiermark, die im Rahmen der Steiermärkische Gemeindestrukturreform mit der Gemeinde Weißkirchen in Steiermark vereinigt wurde.

## Geografie
Reisstraße liegt circa 15 km südöstlich der Bezirkshauptstadt Judenburg in einem Seitental des Murtales, an den nördlichen Ausläufern der Stubalpe. Die höchsten Erhebungen des ehemaligen Gemeindegebiets sind der Ameringkogel (2187 m ü. A.) und der Rappoldkogel (1928 m).

### Gliederung
Das Gemeindegebiet umfasste folgende zwei Katastralgemeinden und gleichnamige Ortschaften (in Klammern Einwohnerzahl Stand 31. Oktober 2011):
- Kothgraben (31)
- Reisstraße (141)

Folgender Ort liegt in der Gemeinde:
- Kleinfeistritz (842 m)

### Nachbargemeinden bis Ende 2014
- Amering (Bezirk Murtal)
- Eppenstein (Bezirk Murtal)
- Maria Buch-Feistritz (Bezirk Murtal)
- Kleinlobming (Bezirk Murtal)
- Salla (Bezirk Voitsberg)
- Gößnitz (Bezirk Voitsberg)
- Hirschegg (Bezirk Voitsberg)

## Geschichte
Die politische Gemeinde Reißstraße wurde 1849/50 errichtet.

## Politik
Der mit 31. Dezember 2014 aufgelöste Gemeinderat bestand aus neun Mitgliedern und setzte sich seit der Gemeinderatswahl 2010 aus Mandataren der folgenden Parteien zusammen: 5 ÖVP, 3 SPÖ und 1 FPÖ.
Bürgermeister war bis dahin Georg Hofbauer von der ÖVP.

## Wirtschaft und Infrastruktur
Laut Arbeitsstättenzählung 2001 gab es 10 Arbeitsstätten mit 24 Beschäftigten in der Gemeinde sowie 65 Auspendler und 6 Einpendler. Es gab 28 land- und forstwirtschaftliche Betriebe (davon 7 im Haupterwerb), die zusammen 2.096 ha bewirtschafteten (Stand 1999).
Das im Bergbau in Kleinfeistritz gewonnene talkähnliche Mineral Leukophyllit wird in Weißkirchen im Talkumwerk Naintsch weiterverarbeitet und in die ganze Welt verkauft.

## Persönlichkeiten

### Ehrenbürger
- 1909 Severin Kalcher (1855–1922), Abt von St. Lambrecht